# Magnus von Braun (político)
Magnus Alexander Maximilian Freiherr von Braun (Preußisch Eylau, Prússia Oriental, Império Alemão, 7 de fevereiro de 1878 – Oberaudorf, 29 de agosto de 1972) foi um funcionário público alemão e político conservador, cuja carreira abrangeu o Império Alemão, a Primeira Guerra Mundial e a República de Weimar. Foi Ministro Federal da Nutrição e Agricultura de 1 de junho de 1932 a 28 de janeiro de 1933.

## Biografia
Magnus von Braun nasceu na mansão de sua família em Neucken, uma propriedade que os von Braun possuíam desde 1803, perto de Preußisch Eylau (atualmente Dubki perto de Bagrationovsk, Rússia) na Prússia Oriental, filho de Maximilian von Braun (1833–1918) e Eleonore (née von Gostkowski) (1842–1928).
Estudou direito na Universidade de Göttingen e Universidade de Königsberg e ingressou no serviço público prussiano em 1905, inicialmente no Ministerium für Handel und Gewerbe em Berlim. Com a morte do pai em 1918, herdou o título de Freiherr (equivalente a Barão).
Entre 1911 e 1915 foi chefe do executivo distrital (Landrat) do Kreis Wirsitz (Província de Posen). Retornou para Berlim em 1915, depois de ser nomeado para um cargo no Ministério do Interior.
Em setembro de 1917 tornou-se o primeiro assessor de imprensa da Chancelaria do Reich e mais tarde o chefe do departamento político da Ober Ost (administração militar) de Vilnius.
Foi Stadthauptmann (chefe da administração) da cidade báltica de Daugavpils em 1918. Após a conclusão da Primeira Guerra Mundial Braun foi nomeado Presidente da Polícia de Stettin (atualmente Szczecin, Polônia) em 1919. Braun trabalhou novamente no Ministério do Interior e tornou-se o Presidente do Governorate de Gumbinnen.
Foi demitido do serviço público após o Kapp-Putsch em 1920 por seu papel no golpe.
Braun voltou para a mansão de sua família na Prússia Oriental e foi ativo em várias organizações agrícolas, como a cooperativa Raiffeisen.
Em 1930 tornou-se vice-presidente da Reichsverband der Landwirtschaftlichen Genossenschaften (Associação de Cooperativas Agrícolas).
Em 1 de junho de 1932 foi nomeado Ministro de Nutrição e Agricultura da República de Weimar e Reichskommissar para Osthilfe (ajuda para o oriente) no gabinete do chanceler Franz von Papen, cargo que manteve sob o chanceler Kurt von Schleicher até 28 de janeiro de 1933.
Depois que os nazistas chegaram ao poder em 30 de janeiro de 1933, Braun mudou-se para sua mansão na Silésia, que após a Segunda Guerra Mundial tornou-se parte da Polônia e Braun foi expulso para a Alemanha Ocidental em 1946.
Braun seguiu seu filho Wernher para os Estados Unidos em 1947, mas voltou para a Alemanha em 1952, onde morreu em 1972 em Oberaudorf, e onde encontra-se a sepultura da família.

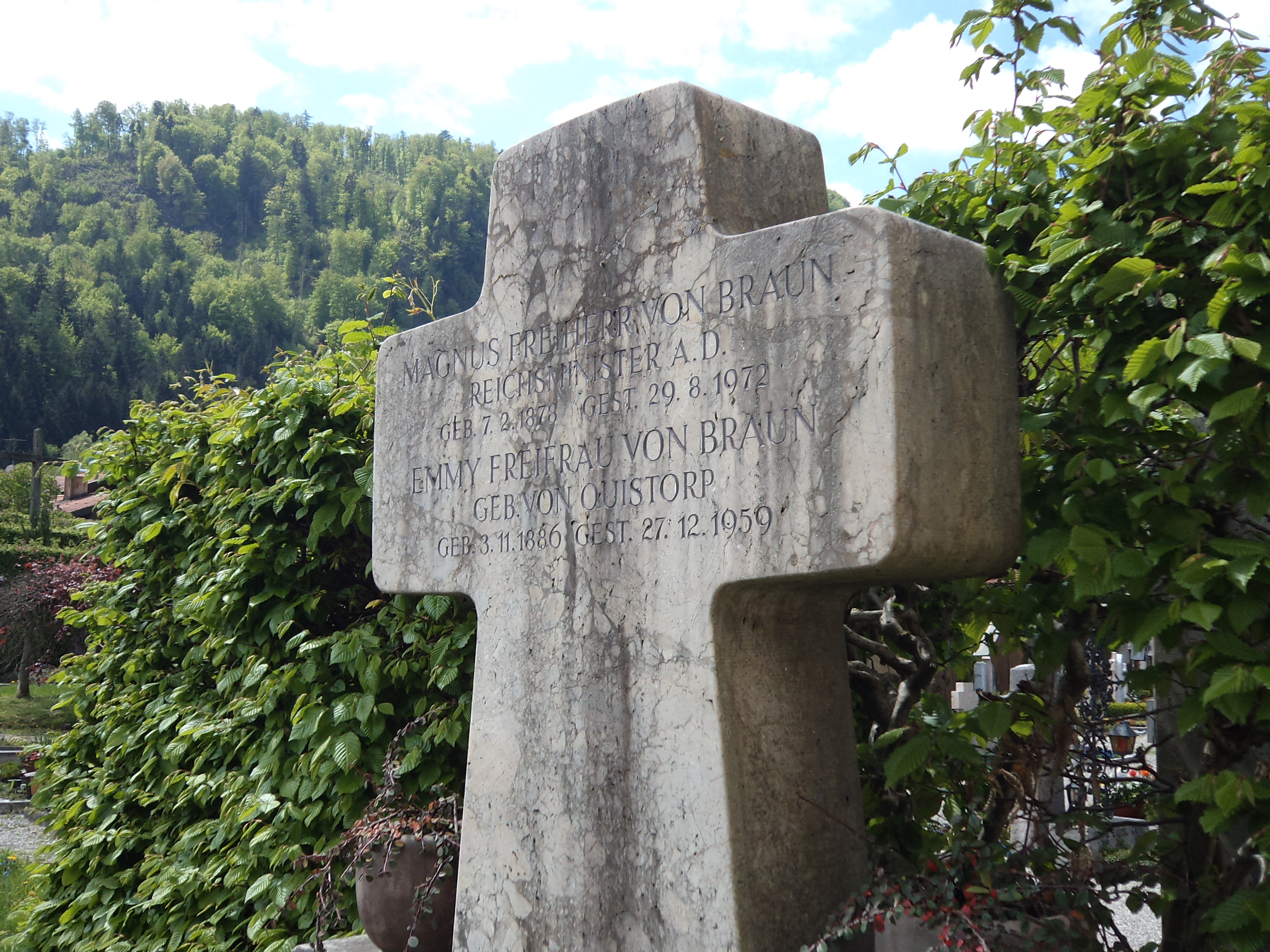
Sepultura da família no Kirchfriedhof Oberaudorf

Braun casou com Emmy von Quistorp (1886–1959) em 12 de julho de 1910. Tiveram três filhos: 
- Sigismund von Braun (1911–1998), diplomata
- Wernher von Braun (1912–1977), cientistas de foguetes
- Magnus von Braun (1919–2003), gerente industrial